# Oreoderus bhutanus
Oreoderus bhutanus  (лат.) — вид жуков рода Oreoderus семейства Cetoniidae надсемейства Скарабеоидные.

## Описание
Тёмно-коричневый, надкрылья обычно украшены бледным пятном в центре каждого из них. Тело сильно удлиненное и сжато. Длина 8—9 мм.